# Flaviporus
Flaviporus Murrill (żółtoporek) – rodzaj grzybów z rodziny ząbkowcowatych (Steccherinaceae).

## Charakterystyka
Grzyby kortycjoidalne o bazydiokarpie rocznym, rozproszonym, rozpostartym, kapelusz, jeśli jest obecny, ciemnobrązowy, gładki. Powierzchnia porów żywo chromowo-żółta, pory drobne, prawie niewidoczne gołym okiem, rurki tej samej barwy, kontekst cienki, żółty. System strzępkowy dimityczny, strzępki generatywne ze sprzążkami, liczne strzępki szkieletowe. Szkieletocystydy z gęsto inkrustowanym wierzchołkiem. Podstawki maczugowate, 4-sterygmowe ze sprzążką bazalną. Bazydiospory elipsoidalne, gładkie, nieamyloidalne, krótsza niż 5 µm. Powodują białą zgniliznę drewna.
Flaviporus morfologicznie spokrewniony jest ze Steccherinum. Odróżnia się od niego tylko intensywnie żółtą powierzchnię porów.

## Systematyka i nazewnictwo
Pozycja w klasyfikacji według Index Fungorum: Steccherinaceae, Polyporales, Incertae sedis, Agaricomycetes, Agaricomycotina, Basidiomycota, Fungi.
Synonim naukowy: Baeostratoporus Bondartsev & Singer.
Polską nazwę nadał Stanisław Domański w 1967 r.
Gatunki występujące w Polsce:
- Flaviporus brownii (Humb.) Donk 1960 – żółtoporek tropikalny
- Flaviporus citrinellus (Niemelä & Ryvarden) Ginns 1984 – tzw. jamkóweczka cytrynowa

Nazwy naukowe na podstawie Index Fungorum. Wykaz gatunków i nazwy polskie według Władysława Wojewody.